# Махди Ходабахши
Махди Ходабахши (перс. مهدی خدابخشی, Mehdi Khodabakhshi; 21. април 1991) српски је теквондиста иранског порекла. Наступа за Србију од 2019. године. Наступао је на Летњим олимпијским играма 2016. када је изгубио у четвртфиналу. На Европском првенству 2020. у Сарајеву донео је Србији прву златну медаљу после 22 године. Претходно је освајао бројне медаље на такмичењима у Азији.